# كيفن ستروتمان
كيفن ستروتمان (بالهولندية: Kevin Strootman) (مواليد 13 فبراير 1990 في ريديركيرك، هولندا) لاعب كرة قدم هولندي سابق كان يلعب في مركز الوسط المحوري.

## مسيرته الذاتية
ولد كيفن ستروتمان في مدينة ريداركيرك وبدأ مسيرته بنادي سبارتا روتردام جتى يناير 2011، ثم انتقل إلى نادي أوتريخت ولعب معهم حتى يونيو 2011 .
ستروتمان انتقل إلى نادي أيندهوفن رفقة زميله دريس ميرتينز لاعب نابولي الحالي ولعب معهم لمدة عامين وشارك في 88 لقاء .
في صيف عام 2013 انتقل إلى نادي روما الإيطالي في صفقة تقدر ب 20 مليون يورو وتم إعطاؤه رقم 6 الذي كان قد علق للاعب روما الأسطوري المدافع ألدايير وتم إزالة تعليقه .
سجل ستروتمان أول أهدافه مع روما في مباراة ودية ضد نجوم الدوري الأمريكي MLS التي انتهت بفوز روما 3-1 وأول أهدافه بالدوري الإيطالي أمام نادي بارما في عن طريق ركلة جزاء في مباراة الفوز 3-1 وسجل أمام نادي نابولي بذهاب نصف نهائي كأس إيطاليا حين فاز روما بنتيجة 3-2.

## مسيرته الدولية
شارك ستروتمان بأول لقاء له مع هولندا عام 2011 أمام النمسا بتصفيات يورو 2012 وكان ضمن تشكيلة المنتخب الهولندي التي خاضت يورو 2012 ولكنه لم يشارك كأساسي أو بديل بأي لقاء .
شارك ستروتمان بيورو 2013 للشباب حين خرجت هولندا أمام إيطاليا في نصف النهائي .
وشارك ستروتمان بعدة مباريات لهولندا بتصفيات كأس العالم 2014 في البرازيل قبل أن يصاب في مارس 2014 برباط صليبي ويغيب عن مونديال البرازيل 2014.

## روابط خارجية
- كيفن ستروتمان على موقع الاتحاد الدولي (مؤرشف)  (الإنجليزية)
- كيفن ستروتمان على موقع الاتحاد الأوربي (الإنجليزية)
- كيفن ستروتمان على موقع قاعدة بيانات كرة القدم.إي يو (الإنجليزية)
- كيفن ستروتمان على موقع ليكيب (الفرنسية)
- كيفن ستروتمان على موقع ناشيونال فوتبول تيمز (الإنجليزية)
- كيفن ستروتمان على موقع Soccerbase.com (لاعب) (الإنجليزية)
- كيفن ستروتمان على موقع Soccerway.com (الإنجليزية)
- كيفن ستروتمان على موقع عالم كرة القدم.نت (الإنجليزية)
- كيفن ستروتمان على موقع AS.com (الإسبانية)